# پرامبالور
پرامبالور (به انگلیسی: Perambalur) یک منطقهٔ مسکونی در هند است که در بخش پیرمبلور واقع شده‌است. پرامبالور ۴۹٬۶۴۸ نفر جمعیت دارد و ۱۴۳ متر بالاتر از سطح دریا واقع شده‌است.